# Легостаев, Виктор Павлович
Ви́ктор Па́влович Легоста́ев (6 июня 1931, Москва, СССР — 8 января 2015, Москва, Россия) — советский и российский учёный и конструктор, специалист в области управления движением и навигации космических аппаратов, кораблей и орбитальных станций. Академик РАН (с 2003 года). Председатель Научно-технического Совета предприятия, генеральный конструктор РКК «Энергия». Лауреат Ленинской премии и Государственной премии СССР.

## Биография
В 1955 году с отличием окончил машиностроительный факультет Московского высшего технического училища имени Н. Э. Баумана.
С 1955 по 1960 годы работал в НИИ-1 над проблемами управления крылатыми ракетами.
С 1960 года работал в РКК «Энергия» им. С. П. Королева. С 2007 — председатель Научно-технического Совета предприятия, а с 2009 — первый заместитель генерального конструктора по научной работе.
В 1997 году избран членом-корреспондентом РАН по Отделению энергетики, машиностроения механики и процессов управления, академик РАН c 2003 года.
Много лет вёл педагогическую работу в Московском физико-техническом институте, являясь заведующим кафедрой по системам управления космическими аппаратами
Действительный член Международной академии астронавтики.
Умер 8 января 2015 года в Москве после продолжительной болезни. Похоронен на Николо-Архангельском кладбище.
Память о нём увековечена улицей в городе Королёве — улица Академика Легостаева, в конце проспекта Космонавтов.

## Научно-производственная деятельность
Автор и соавтор свыше 250 научных работ и изобретений.
Некоторые статьи
- Система одноосной ориентации по Солнцу кораблей-спутников «Восток» // Космические исследования. 1966. Т. 4. Вып. 3 (совм. с Б. В. Раушенбахом) ;
- Автоматическая сборка в космосе // Космические исследования. 1969. Т. 7. Вып. 6 (совм. с Б. В. Раушенбахом) ;
- Сильно избыточные гиродинные системы космических аппаратов // Космические исследования. 1989. Т. 27. Вып. 4 (совм. с Е. Н. Токарем);
- Королёв, Сергей Павлович : [арх. 21 июня 2023] / Легостаев В. П. // Конго — Крещение [Электронный ресурс]. — 2010. — С. 344. — (Большая российская энциклопедия : [в 35 т.] / гл. ред. Ю. С. Осипов ; 2004—2017, т. 15). — ISBN 978-5-85270-346-0.

## Награды
- Орден Трудового Красного Знамени (1961)
- Орден Ленина (1976)
- Лауреат Ленинской премии (1966) за создание системы управления космических кораблей «Восток» и «Восход»
- Лауреат Государственной премии СССР (1989) за создание системы управления орбитальной станции «Мир»
- Лауреат Государственной премии РФ (1999)
- Дважды лауреат премии Правительства РФ
- Заслуженный деятель науки Российской Федерации
- Лауреат премии имени Б. Н. Петрова РАН (1995) — за цикл работ в области разработки автоматических и ручных систем управления движением космических кораблей и станций
- Премия «Триумф» (2010)
- Премия имени К. Э. Циолковского (2014)